# Gustaf Östberg (tecknare)
Gustaf Östberg var en svensk tecknare verksam i början av 1800-talet.
Östberg var troligen yngre bror till Carl Östberg och var verksam som tecknare och illustratör. Östberg är representerad vid bland annat Uppsala universitetsbibliotek.